# Cayo Judas
Cayo Judas är en ö i Kuba.   Den ligger i provinsen Provincia de Ciego de Ávila, i den östra delen av landet, 400 km öster om huvudstaden Havanna. Arean är 10,0 kvadratkilometer.
Terrängen på Cayo Judas är mycket platt. Öns högsta punkt är 8 meter över havet. Den sträcker sig 5,4 kilometer i nord-sydlig riktning, och 4,4 kilometer i öst-västlig riktning.